# Czarter na czas
Czarter na czas – jeden z rodzajów umowy o używanie statku cudzego, zaliczany do umów czarterowych. Najczęściej znajduje zastosowanie przy zawieraniu umów przewozu statkami towarowymi. Umowę czarteru na czas zawiera armator z czarterującym. Kodeks morski nie przewiduje szczególnej formy, w praktyce jednak umowę taką potwierdza się na piśmie dla celów dowodowych. Armator zobowiązuje się wydać czarterującemu statek w wyznaczonym terminie, obsadzony załogą i odpowiednio wyposażony. Co więcej, armator musi przez cały czas utrzymywać statek w odpowiednim stanie i płacić wynagrodzenie załodze którą zatrudnia. Umowa może jednak przewidywać wyjątek od tej zasady. Ma to miejsce w sytuacji, gdy czarterujący postanowi samemu zatrudnić niektórych pracowników, np. oficerów. Jeśli jednak umowa dotyczy tzw. gołego statku tj. bez załogi, nie będzie uznawana za czarter, lecz umowę dzierżawy lub najmu.  Czarterujący może oddać statek innemu czarterującemu w granicach określonych umową. Wówczas do czarterującego stosuje się przepisy dotyczące armatora. Jest to tzw. podczarter.  Kapitan i pozostali członkowie załogi pozostają zawsze podwładnymi armatora (jeśli są przez niego zatrudniani), jednakże w zakresie realizacji celów rejsu, kapitan stosuje się do poleceń czarterującego. Za szkody wyrządzone statkiem odpowiedzialność wobec osób trzecich ponosi armator. Nie wyłącza to jednak możliwości późniejszego dochodzenia roszczeń regresowych między armatorem a podmiotem, który rzeczywiście przyczynił się do szkody.